# Lunca (Lupșa), Alba
Lunca (în trecut Picești ) este un sat în comuna Lupșa din județul Alba, Transilvania, România.

## Istoric
Localitatea nu apare pe Harta Iosefină a Transilvaniei din 1769-1773 (Sectio 122).